# مفاقيد الاحتكاك
تعرف مفاقيد الاحتكاك في سريان الموائع على أنها فقد في الضغط ويحدث في الأنابيب أو القنوات وذلك نتيجة للزوجة المائع فيحدث احتكاك بين المائع وسطح الانبوب أو القناة. في الأنظمة الميكانيكية فإن الفقد يمكن أن يكون فقدان في القدرة الخارجة من محرك الاحتراق الداخلي وذلك للتغلب على الاحتكاك بين سطحين متحركين.

## اقتصاديات
يعتبر الفقد الناتج عن الاحتكاك من الاهتمامات التي يتم دراستها اقتصاديا في أي مكان يتحرك فيه المائع سواء كان داخل أنبوب أو قناة مغلقة أو على سطح مفتوح للهواء.
- تاريخيا، يتم دراسته في القنوات المائية. هي أيضا متعلقة بمجاري الصرف الصحي. هناك آثار دراسة منهجية تعود لمهندس قنوات مائية يسمى هنري دارسي.
- السريان الطبيعي في الأنهار له أهمية في نشاط البشرية، فقدان طاقة الضغط نتيجة الاحتكاك يؤثر على الارتفاع الذي يصل له السريان خصوصا أثناء الفيضان.
- تتأثر دراسة اقتصادية خطوط الأنابيب بعامل الفقد نتيجة الاحتكاك أثناء استخدامها في توصيل المنتجات البتروكيميائية. يصل المعدل الحجمي لسريان الميثان في خط أنابيب يامال أوروبا إلى  32.3 × 109 متر مكعب من الغاز سنويا عند رقم رينولد أكبر من 50 × 106.[2]
- في تطبيقات الطاقة المائية، فإن الطاقة المفقودة نتيجة الاحتكاك غير متاحة لتحويلها إلى شغل مستفاد منه مثل توليد الكهرباء.
- يتم ضخ مياه الري بمعدلات كبيرة جدا سنويا مما يزيد من التكلفة.
- ضخ الماء في أنظمة التدفئة والتهوية وتكييف الهواء.
- في تطبيقات تثليج، تنفق الطاقة في ضخ المثلج خلال الأنابيب أو المكثف. تحل الأنابيب الحاملة للمثلج محل قنوات الهواء في أنظمة التكييف والتهوية والتدفئة في ألانظمة المنفصلة.

## تعريف مفاقيد الاحتكاك
يمكن تعريف معدل السريان الحجمي V̇ على أنه  V̇ = πr2v
حيث:
r = نصف قطر الأنبوب (لأنبوب دائري المقطع، نصف القطر الداخلي للأنبوب)
v = السرعة المتوسطة للمائع في الأنبوب.
A = مساحة مقطع الأنبوب.
في الأنابيب الطويلة، فإن الفقد في طاقة الضغط يتنساب طرديا مع طول الأنبوب. مفاقيد الاحتكاك هي التغير في الضغط لوحدة الاطوال.
{\displaystyle {\frac {\Delta p}{L}}.}
عند التعبير عن الضغط بارتفاع عمود المائع كما هو شائع مع الماء فإن مفاقيد الاحتكاك S لوحدة الاطوال وهي كمية غير بعدية تسمى الميل الهيدروليكي:
{\displaystyle S={\frac {h_{f}}{L}}={\frac {1}{\rho \mathrm {g} }}{\frac {\Delta p}{L}}.}
حيث
ρ = هي كثافة المائع (كجم/ متر مكعب).
g = تسارع الجاذبية.

## وصف مفاقيد الاحتكاك
يعتمد الفقد الناتج عن الاحتكاك الناتج عن إجهاد القص بين سطح الأنبوب والمائع المتحرك بداخلها على خواص السريان والخواص الفيزيائية للنظام. يمكن من خلال هذه الخواص الحصول على عدد رينولد وهو رقم غير بعدي ويتم تعريفه بالعلاقة الآتيه:
{\displaystyle \mathrm {Re} ={\frac {1}{\nu }}VD}
حيث V هي السرعة المتوسطة للمائع، D هو قطر الأنبوب. يمكن اختصار خواص المائع عن طريق تعريف لزوجته وهي
{\displaystyle \nu ={\frac {\mu }{\rho }}}
حيث:
μ = هي لزوجة المائع (كجم/متر/ثانية).

### مفاقيد الاحتكاك في الأنبوب المستقيم
تسمى مفاقيد الاحتكاك في أنبوب مستقيم ومنتظم بالمفاقيد الأساسية وتتسبب نتيجة للزوجة وهي حركة جزيئات المائع ضد بعضها أو ضد حائط الأنبوب الذي لربما يكون سطح خشن. تتأثر المفاقيد على نوع السريان سواء كان جريان صفيحي (Re < 2000) أو جريان اضطرابي (Re > 3000).
- في الجريان الصفيحي: فإن المفاقيد تتناسب طرديا مع سرعة المائع V، تتغير هذه السرعة بسلاسة عن أعلى قيمة لها في المائع وحتى أقل قيمة لها والتي تساوي صفر عند سطح الأنبوب. لا تؤثر خشونة السطح سواء على سريان المائع أو المفاقيد.
- في الجريان الاضطرابي: تتنساب المفاقيد طرديا مع مربع السرعة V^2، يحدث هنا دوامات بالقرب من سطح الأنبوب تسمى لزوجة الطبقة الفرعية. في هذه الحالة يجب أخذ خشونة سطح الأنبوب في الاعتبار. خشونة السطح هي النسبة بين ارتفاع الخشونة  ε وقطر الأنبوب D وهي الخشونة النسبية. هناك 3 نطاقات فرعية تخص الجريان الاضطرابي:
  - في الأنبوب السلس، مفاقيد الاحتكاك تكون غير متأثرة بالخشونة.
  - في الانبوب الخشن، فإن مفاقيد الاحتكاك تكون متأثرة بخشونة السطح وغير متأثرة بعدد رينولد.
  - لعدد رينولد والذي يتراوح بين 2000 و3000، فإن السريان يكون غير مستقر ويتغير مع تكون الدومات وتلاشيها. هذا النطاق من السريان لم يتم فهم تفاصيله جيدا.

### تكون الاحتكاك
هناك عوامل أخرى تؤدي لتكون مفاقيد الاحتكاك غير استقامة الانبوب تسمي بالمفاقيد الثانوية:
- تجهيزات الانبوب مثل الكوع. وصلات، الصمامات أو التغير في قطر الخرطوم أو الانبوب.
- العوائق الموجودة أمام السريان.

لأجل حساب المفاقيد الكلية يمكن التعويض عن الاعتبارات الأخرى هذه بزيادة مساوية في طول الأنبوب.

## خشونة السطح
تؤثر خشونة السطح للأنابيب والقنوات على جريان المائع في الجريان المضطرب. الجدول الآتي ؤوضح خشونة بعض المواد التي تستخدم في الحسابات.
| المادة                                                               | مم            | إنش            |
| -------------------------------------------------------------------- | ------------- | -------------- |
| أنابيب بلاستيكية مموجة                                               | 3.5           | 0.14           |
| انابيب مجاري                                                         | 3.0           | 0.12           |
| أنابيب مياه من الحديد                                                | 1.2           | 0.047          |
| صلب مثبت بإحكام                                                      | 0.9–9.0       | 0.035–0.35     |
| خرسانة، طوب                                                          | 0.5           | 0.02           |
| حرسانة                                                               | 0.3–3.0       | 0.012–0.12     |
| عارضة خشبية                                                          | 0.2–0.9       | 5–23           |
| معدن مجلفن                                                           | 0.15–0.26     | 0.006–0.010    |
| حديد زهر                                                             | 0.12          | 0.0048         |
| حرسانة (جديدة، ناعمة)                                                | 0.1           | 0.004          |
| أنابيب صلب (ناعمة)، خرسانة (جديدة، سلس على نحو غير عادي)، اسمنت صخري | 0.025–0.045   | 0.001–0.0018   |
| صلب ملحوم                                                            | 0.045         | 0.0018         |
| نحاس، زجاج، بي في سي                                                 | 0.0015–0.0025 | 0.00006–0.0001 |

القيم المستخدمة لحساب مفاقيد الاحتكاك في القنوات :
| مواد                                             | ملم  | انش    |
| ------------------------------------------------ | ---- | ------ |
| قنوات مرنة (أسلاك مكشوفة                         | 3.00 | 0.120  |
| قناوت مرنة أسلاك مغطاة)                          | 0.90 | 0.036  |
| صلب مجلفن                                        | 0.15 | 0.006  |
| بي في سي، ألمونيوم، فولاذ مقاوم للصدأ، حديد أسود | 0.05 | 0.0018 |

## حساب مفاقيد الاحتكاك

### هاجن-بوازوي
دخل الجريان الصفحي في التطبيقات مع سوائل لزجة جدا مثل زيت المحرك الذي يتحرك خلال أنبوب ذو قطر صغير بسرعة منخفضة. تتبع حسابات مفاقيد الاحتكاك في الجريان الصفحي معادلة هاجن-بوازوي والتي هي عبارة عن حل مثالي لمعادلات نافير ستوك. عن النظر إلى أنبوب به مائع كثافته ρ ولزوجته μ والمبل الهيدروليكي S  فإن المعادلة هي:
{\displaystyle S={\frac {64}{\mathrm {Re} }}{\frac {V^{2}}{2gD}}={\frac {64\nu }{2g}}{\frac {V}{D^{2}}}}
في الجريان الصفحي حيث  (Re < ~2000)، الميل الهيدروليكي يتناسب طرديا مع سرعة السريان.

### دارسي-ويسباخ
في العديد من التطبيقات، يكون السريان أسرع وبالتالي يميل للجريان الاضطرابي. في هذه الحالة تتناسب مفاقيد الاحتكاك مع مربع سرعة السريان وعكسيا مع قطر الانبوب. يمكن التعبير عن قانون دارسي بالعلاقة الآتيه:
{\displaystyle S=f_{D}{\frac {1}{2g}}{\frac {V^{2}}{D}}}
حيث fD هي معامل دارسي.
تعتمد قيمة هذا المعامل الغير بعدي على كلا من قطر الأنبوب وخشونة سطح الانبوب. أيضا يتغير المعامل مع سرعة المائع والخواص الفيزيائية له. لذلك لا تعتمد مفاقيد الاحتكاك على مربع السرعة أو قطر الأنبوب ولكن يدخل معامل الاحتكاك ضمن الخواص التي يتوقف عليها مفاقيد الاحتكاك.
من قياسات تجارب فإن الملامح العامة لاختلاف fD هي، عند ثبات الخشونة النسبية ε / D ورقم رينولد Re = V D / ν > ~2000
- عندما تكون الخشونة النسبية ε / D < 10−6، فإن قيمة معامل دارسي تنخفض مع زيادة عدد رينولد. هذا يسمى بمنطقة الأنبوب الأملس حيث أن اضطرابية السريان تكون ناتجة عن الدوامات وليس الخشونة.
- في الخشونة العالية، مع زيادة عدد رينولد فإن معامل دارسي يقل من القيمة المقابلة للأنبوب الأملس والتي تتغير بصورة لوغاريتيمة مع الخشونة النسبية. تسمى هذه المنطقة سريان الانبوب الخام.

### حساب مفاقيد الاحتكاك لسريان الماء في الأنبوب

مفاقيد سريان الماء (الميل الهيدروليكي مقابل سعة السريان لأنبوب بي في سي خشونته 1.5 ملم.

يمكن اختيار أنبوب له ميل هيدروليكي محدد اعتمادا على قطر الأانبوب وخشونته. مع هذه الكميات كمدخلات فإن معامل دارسي يمكن التعبير عنها ويمكن من خلاله حساب سرعة السريان والسريان الحجمي.
في حالة الماء (الكثافة= 1 جم لكل سنتيمترمكعب، اللزوجة= 1 جم/ متر/ ثانية) فإن السريان خلال أنبوب قطره 300 ملم (الخشونة= .0015 ملم، القطر= 11.938 إنش) والميل الهيدروليكي= 01. ونصل له عند معدل حجمي 157 لتر كل ثانية أو عند سرعة تساوي 2.17 متر/ثانية. الجدول الآتي يعطي قيم عدد رينولد ومعامل دارسي ومعدل السريان والسرعة لميل هيدروليكي 01. لأقطار مختلفة للأنبوب.
| NPS | NPS | قطر    | ميل هيدروليكي | عدد رينولد | معامل دارسي | معدل السريان    | معدل السريان  | سرعة      | سرعة      |
| إنش | ملم | إنش    | ميل هيدروليكي | عدد رينولد | معامل دارسي | جالون لكل دقيقة | لتر لكل ثانية | قدم/ثانية | متر/ثانية |
| --- | --- | ------ | ------------- | ---------- | ----------- | --------------- | ------------- | --------- | --------- |
| ½   | 15  | 0.622  | 0.01          | 4467       | 5.08        | 0.9             | 0.055         | 0.928     | 0.283     |
| ¾   | 20  | 0.824  | 0.01          | 7301       | 5.45        | 2               | 0.120         | 1.144     | 0.349     |
| 1   | 25  | 1.049  | 0.01          | 11090      | 5.76        | 3.8             | 0.232         | 1.366     | 0.416     |
| 1½  | 40  | 1.610  | 0.01          | 23121      | 6.32        | 12              | 0.743         | 1.855     | 0.565     |
| 2   | 50  | 2.067  | 0.01          | 35360      | 6.64        | 24              | 1.458         | 2.210     | 0.674     |
| 3   | 75  | 3.068  | 0.01          | 68868      | 7.15        | 70              | 4.215         | 2.899     | 0.884     |
| 4   | 100 | 4.026  | 0.01          | 108615     | 7.50        | 144             | 8.723         | 3.485     | 1.062     |
| 6   | 150 | 6.065  | 0.01          | 215001     | 8.03        | 430             | 26.013        | 4.579     | 1.396     |
| 8   | 200 | 7.981  | 0.01          | 338862     | 8.39        | 892             | 53.951        | 5.484     | 1.672     |
| 10  | 250 | 10.020 | 0.01          | 493357     | 8.68        | 1631            | 98.617        | 6.360     | 1.938     |
| 12  | 300 | 11.938 | 0.01          | 658254     | 8.90        | 2592            | 156.765       | 7.122     | 2.171     |

### حساب مفاقيد الاحتكاك للهواء في القنوات

وصف يبين العاقة بين Δp / L ،مفاقيد الضغط لوحدة الأطوال، مقابل معدل السريان الحجمي لأقطار مختلفة من الانبوب وذلك للهواء عند الظروف القياسية من الضغط ودرجة الحرارة.

تحدث مفاقيد الاحتكاك للغازات مثل الهواء عند سريانها في القنوات. يختلف الحال هنا عن سريان الماء في الأنابيب في عدد رينولد وخشونة السطح.
يتم التعبير عن هذه المفاقيد بانخفاض في الضغط لطول معين من الأانبوب  Δp / L وتكون وحدته بالنظام الدولي هي كجم / متر مربع / ثانية تربيع.
يمكن استخدام خرائط معينة لحساب المفاقيد المتوقعة باختيار مادة معينة وبفرض الهواء عند درجات الحرارة والضغط القياسية.  يمكن استخدام هذه الخريطة في تحديد قطر القنوات المستخدمة في التطبيقات المختلفة حيث يتم بها تحديد المعدل الحجمي للسريان وحيث يتم تحديد قيمة قصوى للفقد في الضغط. أولا يتم تحديد كمية الفقد في الضغط  Δp / L وليكن 1 كجم / متر مربع / ثانية تربيع على المحور الرأسي، ثم يتم تحديد معدل السريان الحجمي على المحور الأفقي وليكن 1 متر مكعب ومن هنا نجد أن قطر الأنبوب الذي يحقق هذه المتطلبات هو 0.5 متر ويتحقق عنده فقد ضغط أقل من الذي نهدف إليه. لاحظ أنه عند اختيار لقطر القناة 0.6 متر نجد أن الفقد في الضغط يكون 0.02 كجم / متر مربع / ثانية تربيع.
يبين الجدول الآتي معدل السريان الحجمي عند مفاقيد مختلفة وهي 0.082 و0.245 و0.816 كجم / متر مربع / ثانية تربيع عند أقطار مختلفة للأنبوب. لاحظ انه عند قيمة معينة لمعدل السريان فإن الزيادة في قطر الأانبوب يقلل من مفاقيد الاحتكاك بمعامل 3.
| Δp / L                       | Δp / L      | 0.082               | 0.082               | 0.245               | 0.245               | 0.816               | 0.816               |
| كجم / متر مربع / ثانية تربيع |             | 0.082               | 0.082               | 0.245               | 0.245               | 0.816               | 0.816               |
| قطر الانبوب                  | قطر الانبوب | معدل السريان الحجمي | معدل السريان الحجمي | معدل السريان الحجمي | معدل السريان الحجمي | معدل السريان الحجمي | معدل السريان الحجمي |
| إنش                          | ملم         | قدم مكعب لكل دقيقة  | متر مكعب / ثانية    | قدم مكعب لكل دقيقة  | متر مكعب / ثانية    | قدم مكعب لكل دقيقة  | متر مكعب / ثانية    |
| 2½                           | 63          | 3                   | 0.0012              | 5                   | 0.0024              | 10                  | 0.0048              |
| 3¼                           | 80          | 5                   | 0.0024              | 10                  | 0.0046              | 20                  | 0.0093              |
| 4                            | 100         | 10                  | 0.0045              | 18                  | 0.0085              | 36                  | 0.0171              |
| 5                            | 125         | 18                  | 0.0083              | 33                  | 0.0157              | 66                  | 0.0313              |
| 6                            | 160         | 35                  | 0.0163              | 65                  | 0.0308              | 129                 | 0.0611              |
| 8                            | 200         | 64                  | 0.0301              | 119                 | 0.0563              | 236                 | 0.1114              |
| 10                           | 250         | 117                 | 0.0551              | 218                 | 0.1030              | 430                 | 0.2030              |
| 12                           | 315         | 218                 | 0.1031              | 407                 | 0.1919              | 799                 | 0.3771              |
| 16                           | 400         | 416                 | 0.1965              | 772                 | 0.3646              | 1513                | 0.7141              |
| 20                           | 500         | 759                 | 0.3582              | 1404                | 0.6627              | 2743                | 1.2945              |
| 24                           | 630         | 1411                | 0.6657              | 2603                | 1.2285              | 5072                | 2.3939              |
| 32                           | 800         | 2673                | 1.2613              | 4919                | 2.3217              | 9563                | 4.5131              |
| 40                           | 1000        | 4847                | 2.2877              | 8903                | 4.2018              | 17270               | 8.1504              |
| 48                           | 1200        | 7876                | 3.7172              | 14442               | 6.8161              | 27969               | 13.2000             |

## وصلات خارجية
- Pipe pressure drop calculator نسخة محفوظة 13 يوليو 2019 على موقع واي باك مشين. for single phase flows.
- Pipe pressure drop calculator for two phase flows. نسخة محفوظة 13 يوليو 2019 على موقع واي باك مشين.
- Open source pipe pressure drop calculator.